# Sully (chó)
Sully H. W. Bush (sinh ngày 14 tháng 7 năm 2016) là một chú chó Labrador được dùng làm chó phục vụ cho các cựu quân nhân tàn tật ở Hoa Kỳ. Nó phục vụ cùng với cựu Tổng thống Hoa Kỳ George H. W. Bush trong sáu tháng cuối đời, cho đến khi ông qua đời vào ngày 30 tháng 11 năm 2018. Sully nhận được sự chú ý của quốc tế nhờ vai trò của mình trong quốc tang của Tổng thống.

## Đầu đời và đào tạo
Sully sinh năm 2016; mẹ của nó là Roxanne. Khi rời đàn của mình, nó được tổ chức từ thiện America's VetDogs huấn luyện để thực hiện một danh sách các mệnh lệnh dài hai trang, bao gồm tìm món đồ, đáp lại điện thoại và gọi đến trợ giúp trong trường hợp khẩn cấp. Sully được giao nhiệm vụ hỗ trợ George H. W. Bush vào mùa hè năm 2018 thông qua việc cho chó tham gia chương trình chó phục vụ cựu chiến binh tại Trung tâm Y tế Quân đội Quốc gia Walter Reed. Theo America's VetDogs, Sully được đặt theo tên của cựu sĩ quan Không quân Hoa Kỳ và phi công US Airways Chesley Sullenberger. Sully sớm nhận được sự chú ý từ trang Instagram của chính nó về cuộc sống và công việc với gia tộc Bush.

## Cái chết của George H. W. Bush
Sau cái chết của Tổng thống George H. W. Bush, Sully hộ tống thi hài vị tổng thống thứ 41 Hoa Kỳ đến Washington, D.C. để dự quốc tang. Một bức ảnh do người phát ngôn của Bush tên Jim McGrath đăng lên Twitter cho thấy chú chó đang nằm ngủ cạnh quan tài chứa thi hài của Bush ở Texas đã thu hút hơn 230.000 lượt thích trong hai ngày. Sully cũng đã đến thăm mái vòm Điện Capitol nơi quàn linh cữu của Tổng thống Bush. Theo các báo cáo, nó sẽ được đưa trở lại cơ sở của America's VetDogs ở New York trong mùa Giáng sinh trước khi được đưa trở lại luân phiên trong chương trình động vật phục vụ tại Trung tâm Y tế Quân sự Quốc gia Walter Reed.

## Phục vụ sau đó

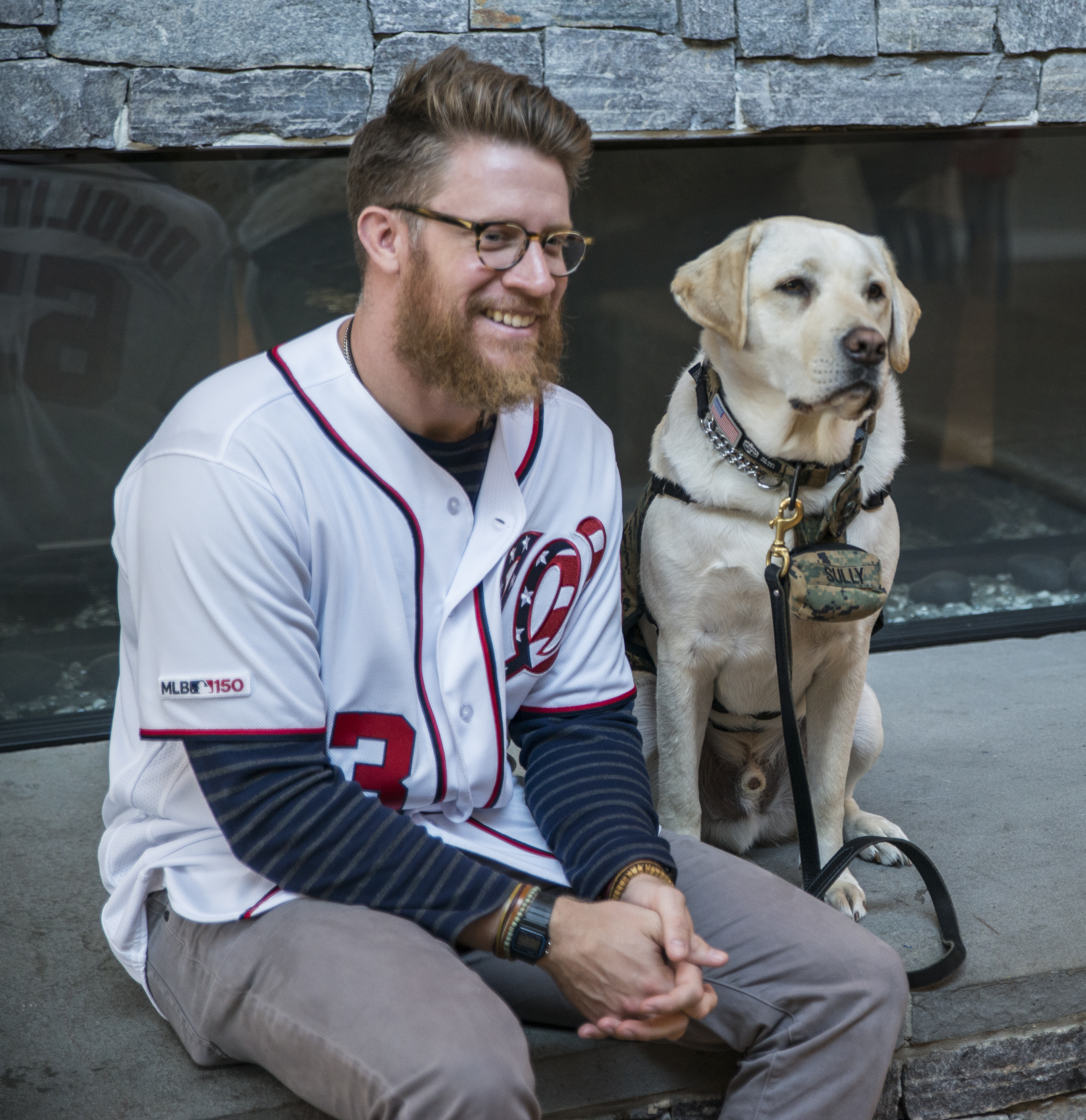
Sully cùng với Sean Doolittle tại Hoạt động Hỗ trợ Hải quân Bethesda năm 2019

Theo nguyện vọng của Tổng thống Bush, kể từ tháng 2 năm 2019, Sully gia nhập Chương trình Chó Giúp việc của Trung tâm Y tế Quân đội Quốc gia Walter Reed ở Bethesda, Maryland. Sau "Nghi thức Chào mừng Lên tàu", Sully được trao cấp bậc Hộ lý quân y Bệnh viện Hạng Nhì (HM2) sau đó thăng cấp lên Hạng 1 (HM1). Huấn luyện viên của nó, Valerie Cramer, nói rằng "Sully sẽ đến thăm các cựu chiến binh bị thương, đem lại an ủi trong các buổi điều trị tại trung tâm phục hồi chức năng và thăm các gia đình trong thời gian cảm động và rất khó khăn này".

## Bức tượng
Một bức tượng Sully bằng đồng có kích thước thật được ủy quyền bởi America's VetDogs. Bức tượng do Susan Bahary tạo ra được trưng bày lần đầu tiên vào ngày 2 tháng 12 năm 2019 cho Thư viện và Bảo tàng Tổng thống George H. W. Bush tại Đại học A&M Texas.